# Tumannyj
Tumannyj – osiedle typu miejskiego w Rosji, w obwodzie murmańskim. W 2010 roku liczyło 685 mieszkańców.